# Hans Christian Ørsted
Hans Christian Ørsted (Rudkøbing, 14 d'agost del 1777 – 9 de març del 1851 a Copenhaguen), va ser un físic i químic danès influït pel pensament d'Immanuel Kant.
Fou un gran estudiós de l'electromagnetisme. El 1813 va predir l'existència dels fenòmens electromagnètics, però no els va demostrar fins al 1819, juntament amb André-Marie Ampère, quan va descobrir la desviació d'una agulla imantada en ser col·locada en direcció perpendicular a un conductor elèctric pel qual circula un corrent elèctric, demostrant l'existència d'un camp magnètic al voltant de tot conductor travessat per un corrent elèctric, i iniciant així l'estudi de l'electromagnetisme. Aquest descobriment fou crucial en el desenvolupament de l'electricitat, ja que va evidenciar la relació entre l'electricitat i el magnetisme. L'oersted és la unitat de mesura de la intensitat del camp magnètic en l'antic sistema CGS. Es creu que també fou el primer a aïllar l'alumini per electròlisi el 1825. El 1844, va publicar el seu Manual de física mecànica.
Líder de l'Edat d'Or danesa, Ørsted era un amic íntim de Hans Christian Andersen i germà del polític i jurista Anders Sandøe Ørsted, que va exercir com a primer ministre de Dinamarca de 1853 a 1854.

## Biografia

Hans Christian Ørsted, Der Geist in der Natur, 1854

Va néixer el 14 d'agost de 1777 a Rudkøbing, a l'illa danesa de Langeland. Des de molt jove, es va interessar per la química i per la història natural, a més de la literatura. El seu pare era farmacèutic; sota aquesta influència va iniciar els estudis de farmàcia el 1797, als 20 anys. Tres anys després es va llicenciar en medicina. El 1796, Ørsted havia estat guardonat amb honors pels seus treballs tant en estètica com en física. Va obtenir el seu doctorat el 1799 per una dissertació basada en les obres de Kant titulada L'Arquitectònica de Metafísica Natural.
El 1800, Alessandro Volta va informar de la seva invenció de la pila voltaica, que va inspirar Ørsted per investigar la naturalesa de l'electricitat i per dur a terme els seus primers experiments elèctrics. El 1801, Ørsted va rebre una beca de viatge i una beca pública que li va permetre passar tres anys viatjant per Europa. Va recórrer la seu de la ciència per tot el continent, incloent Berlín i París.
A Alemanya, Ørsted va conèixer Johann Wilhelm Ritter, un físic que creia que hi havia una connexió entre l'electricitat i el magnetisme. Aquesta idea tenia sentit a Ørsted, ja que ell subscrivia el pensament de Kantian sobre la unitat de la natura. Es va convertir en professor a la Universitat de Copenhaguen el 1806 i va continuar la investigació sobre corrents elèctrics i acústica. Sota la seva direcció, la universitat va desenvolupar un programa de física i química integral i va establir nous laboratoris. cita requerida
Ørsted va donar la benvinguda a William Christopher Zeise a la seva casa familiar la tardor de 1806. Va concedir a Zeise un lloc com a ajudant de conferències i va prendre el jove químic sota la seva tutela. El 1812, Ørsted va tornar a visitar Alemanya i França després de publicar Videnskaben om Naturens Almindelige Love i Første Indledning til den Almindelige Naturlære (1811).
Això no obstant, la seva passió per la química, i especialment per les forces electromagnètiques, unida a un interès creixent per la filosofia de la natura, van desencadenar totes les seves reflexions i expliquen, en gran manera, les raons per les quals es va interessar pels treballs de Johann Wilhelm Ritter sobre el galvanisme.
A la tornada d'una estada per estudis a París, on va conèixer, entre altres científics, Georges Cuvier i Jean-Baptiste Biot, va treballar en estreta col·laboració amb J. W. Ritter i es convertí, a la mort d'aquest, en el seu hereu espiritual.
Ørsted va ser el primer pensador modern a descriure explícitament i anomenar l'experiment mental. Va utilitzar el terme llatí-alemany Gedankenexperiment cap a 1812 i el terme alemany Gedankenversuch el 1820.
El 1819 Ørsted va ser el primer a extreure la piperina i posteriorment anomenar-la. El va extreure de Piper nigrum, la planta de la qual prové tant el pebre blanc com el negre. El 1825 realitzà una important contribució a la química, en ser el primer a aïllar i produir alumini.
El 1820, va descobrir la relació entre l'electricitat i el magnetisme en un experiment que avui en dia es presenta com a molt senzill, i que portà a terme davant dels seus alumnes. Tanmateix, el descobriment havia estat fet 18 anys abans per Gian Domenico Romagnosi; un informe al respecte havia estat publicat per Romagnosi el 1802 en un diari italià, però la comunitat científica el va passar per alt.
Va demostrar empíricament que un fil conductor de corrent pot moure l'agulla imantada d'una brúixola (experiment d'Ørsted). Pot haver-hi interacció entre les forces elèctriques per una banda i les forces magnètiques per l'altra, fet que en aquella època va resultar revolucionari.
Ørsted no va treure cap explicació satisfactòria del fenomen, ni tampoc va provar d'explicar el fenomen matemàticament. Això no obstant, va publicar el resultat dels seus experiments en un article en llatí anomenat Experimenta circa effectum conflictus electrici in acum magneticam. Els seus escrits van ser traduïts ràpidament i van tenir gran difusió en tota la comunitat científica. Els resultats en van ser criticats amb gran duresa.
Ampère va conèixer els experiments d'Ørsted el setembre de 1820, això li va servir per desenvolupar, una mica més tard, la teoria que seria el punt de partida de l'electromagnetisme. Quan més s'acceptaven les teories d'Ampère per part d'altres savis, més es reconeixia l'autenticitat i intuïció d'Ørsted, tant en la comunitat científica com entre els conciutadans. Després d'aquest descobriment, el savi danès va continuar augmentant el seu prestigi i la seva fama fins al moment de la seva mort. La Royal Society li atorgà la medalla Copley el 1820.
Ørsted va dissenyar un nou tipus de piezòmetre per mesurar la compressibilitat dels líquids el 1822.
Va morir a Copenhaguen el 9 de març de 1851. Al seu enterrament van assistir unes 200.000 persones, i la població danesa va sentir molt la seva pèrdua, ja que gràcies als seus descobriments i als seus dots d'orador, havia contribuït a transmetre una imatge activa i positiva de Dinamarca.
La unitat d'inducció de camp magnètic de l'antic sistema d'unitats CGS, l'oersted, es va anomenar així en honor seu per les seves contribucions en el camp de l'electromagnetisme.

## Electromagnetisme
El 1820, Ørsted va publicar el seu descobriment que una agulla de brúixola es desviava del nord magnètic per un corrent elèctric proper, confirmant una relació directa entre l'electricitat i el magnetisme. La història que sovint s'explica que Ørsted va fer aquest descobriment, casualment durant una conferència, és un mite. De fet, havia estat buscant una connexió entre l'electricitat i el magnetisme des de 1818, però estava bastant confós pels resultats que estava obtenint: 273 
La seva interpretació inicial era que els efectes magnètics irradien des de tots els costats d'un cable que porta un corrent elèctric, igual que la llum i la calor. Tres mesos més tard, va començar investigacions més intensives i poc després va publicar les seves troballes, mostrant que un corrent elèctric produeix un camp magnètic circular mentre flueix a través d'un cable. Per la seva descoberta, la Royal Society of London va atorgar la Medalla Copley a Ørsted el 1820 i l'Acadèmia Francesa li va concedir 3.000 francs.
Les troballes d'Ørsted van provocar molta investigació sobre l'electrodinàmica a tota la comunitat científica, influint en els desenvolupaments del físic francès André-Marie Ampère d'una única fórmula matemàtica per representar les forces magnètiques entre els conductors que transporten corrent.
L'efecte Ørsted va provocar una revolució de les comunicacions a causa de la seva aplicació al telègraf elèctric. La possibilitat d'aquest telègraf va ser suggerida gairebé immediatament pel matemàtic Pierre-Simon Laplace i Ampère van presentar un article basat en la idea de Laplace el mateix any que el descobriment d'Ørsted: 302-303 Tanmateix, van passar gairebé dues dècades abans que es convertís en una realitat comercial.

## Anys posteriors

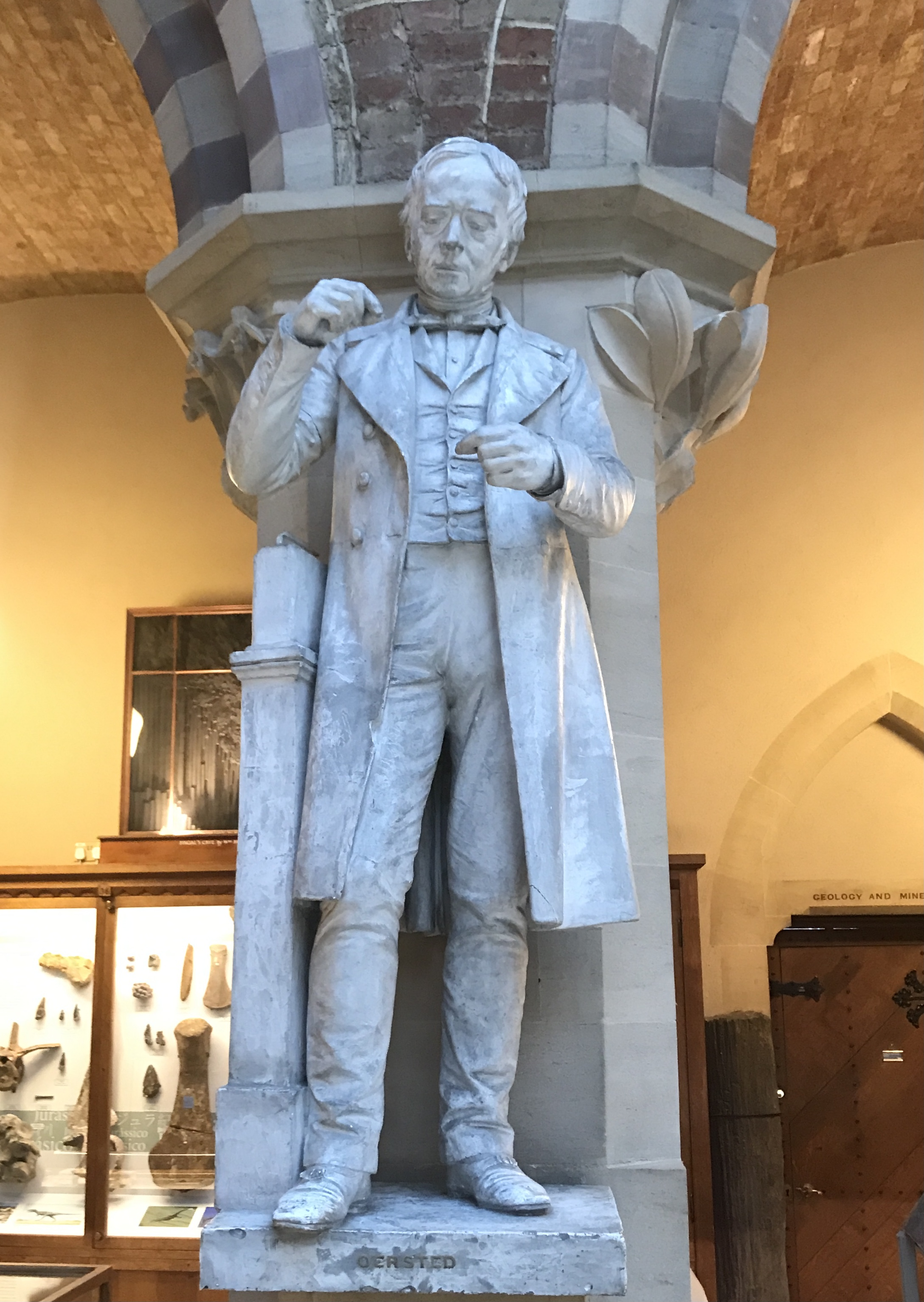
Estàtua d'Ørsted a Oxford

Ørsted va ser elegit membre de la Royal Society of Edinburgh el març de 1821, membre estranger de la Royal Society of London l'abril de 1821, membre estranger de la Reial Acadèmia Sueca de Ciències el 1822, membre de la Societat Filosòfica Americana el 1829, i membre honorari estranger de l'Acadèmia Americana d'Arts i Ciències el 1849.
Va fundar la Selskabet for Naturlærens Udbredelse for Naturl Ørens Udbredelse (Societat per a la Difusió de la Ciència Natural, SNU) el 1824. També va ser el fundador d'organitzacions predecessores que finalment es van convertir en l'Institut Meteorològic Danès i l'Oficina de Patents i Marques Daneses. El 1829, Ørsted fundà Den Polytekniske Læreanstalt (Col·legi de Tecnologia Avançada), que més tard va ser rebatejat com a Universitat Tècnica de Dinamarca (DTU).
El 1824, Ørsted va fer una contribució significativa a la química en ser la primera persona a produir amb èxit alumini en el seu estat metàl·lic, encara que en una forma menys pura. El 1808, Humphry Davy havia predit l'existència del metall que va donar el nom d'alumini. No obstant això, els seus intents d'aïllar-lo utilitzant processos d'electròlisi no van tenir èxit; el més proper que va venir va ser un aliatge de ferro-alumini. Ørsted va aconseguir aïllar la forma metàl·lica reaccionant clorur d'alumini amb amalgama de potassi (un aliatge de potassi i mercuri) i després bullint el mercuri, el qual va deixar petits "chunks" de metall que va descriure com a similars a l'estany. Va presentar els seus resultats i una mostra del metall a les reunions de l'Acadèmia danesa de Ciències a principis de 1825, però d'altra manera sembla que va considerar el seu descobriment d'importància limitada. Aquesta ambivalència, juntament amb l'audiència limitada de la revista de l'Acadèmia Danesa en la qual s'havien publicat els resultats, va significar que el descobriment va passar gairebé desapercebut per la comunitat científica en aquell moment. Ocupat amb altres treballs, el 1827 Ørsted va donar permís al seu amic, el químic alemany Friedrich W Øhler, per fer-se càrrec de la investigació. W Øhler va ser capaç de produir aproximadament 30 g de pols d'alumini poc després, utilitzant un procés del seu mateix disseny, abans finalment, el 1845, aïllant una quantitat de metall sòlid suficient per descriure algunes de les seves propietats físiques.

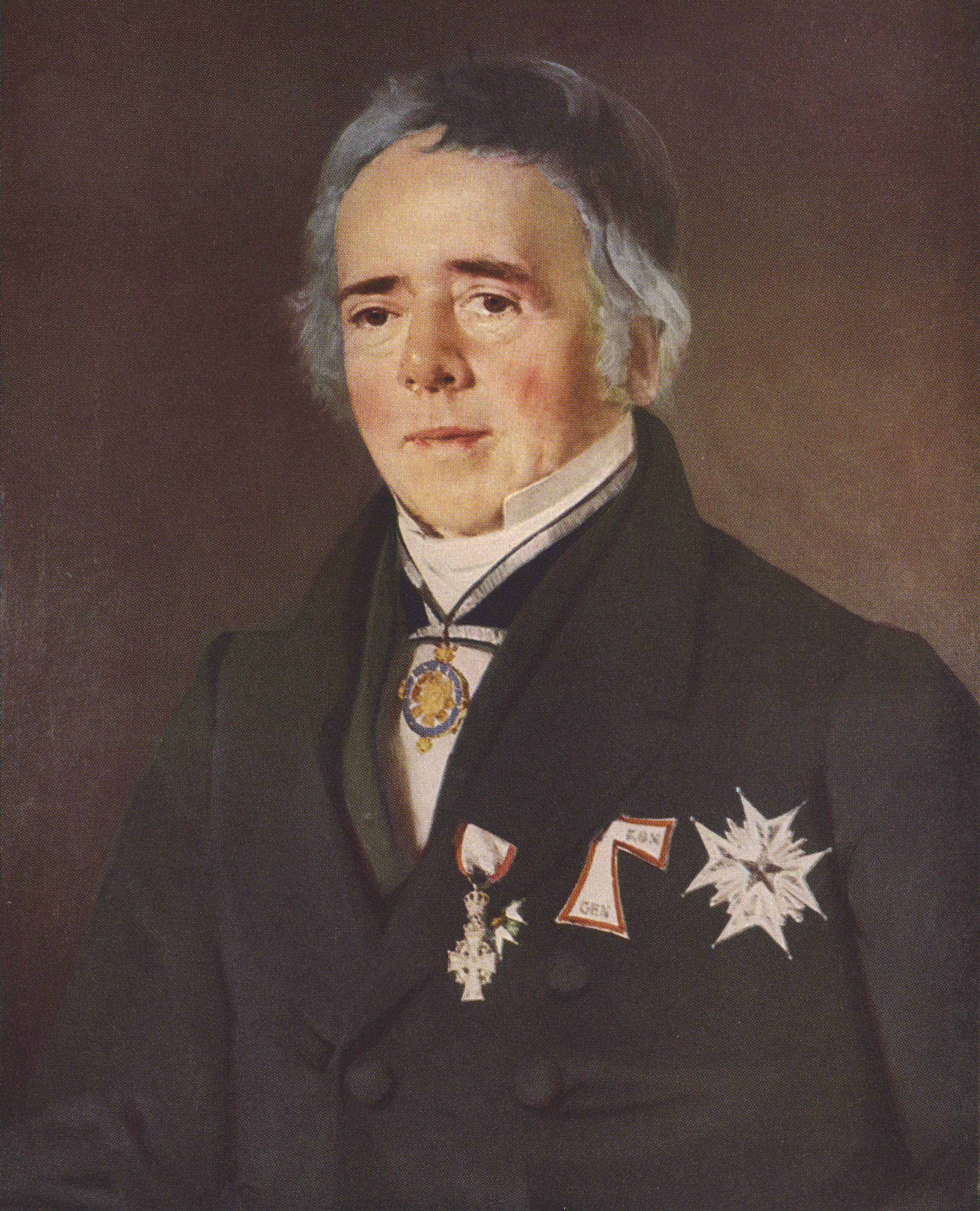
Retrat de Hans Christian Ørsted per Christian Albrecht Jensen (1842)

Ørsted va morir a Copenhaguen el 1851, als 73 anys, i va ser enterrat al Cementiri d'Assistents.

## Llegat

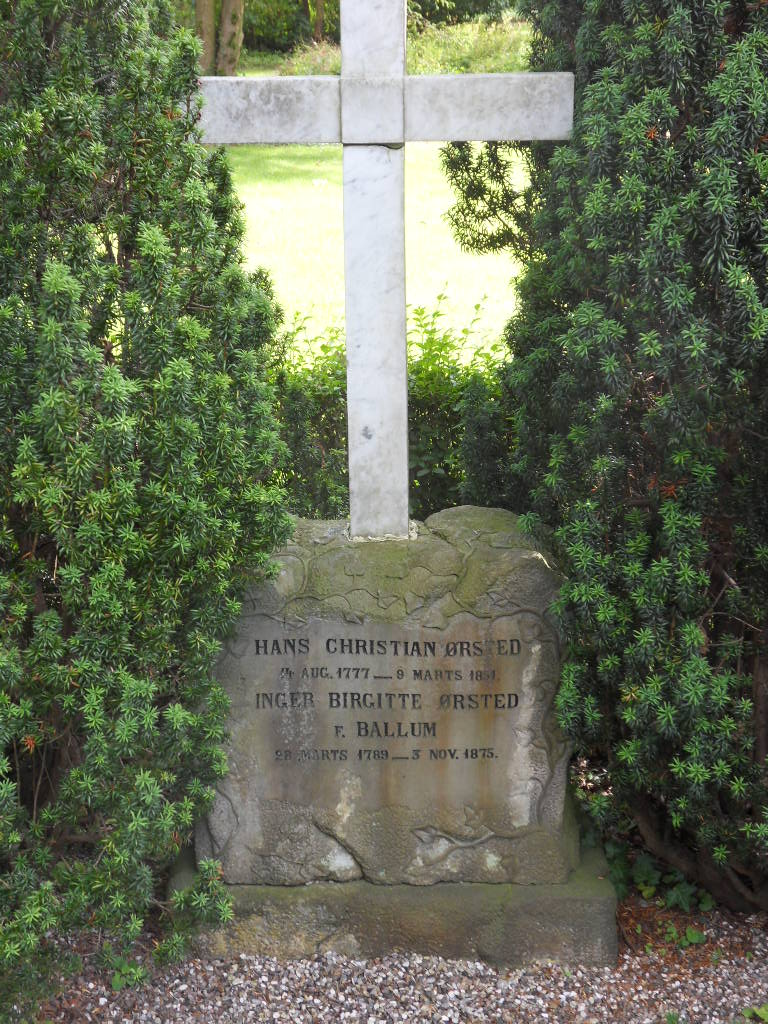
Tomba

La unitat d'inducció magnètica (oersted) del sistema centímetre-gram-segon (CGS) rep aquest nom per les seves contribucions al camp de l'electromagnetisme.

### Topònim
El parc Ørsted de Copenhaguen va rebre el nom d'Ørsted i el seu germà el 1879. Els carrers H. C. Ørsteds Vej a Frederiksberg i H. C. Ørsteds Allé a Galten també porten el seu nom.
Els edificis que acullen el Departament de Química i l'Institut de Ciències Matemàtiques del Campus Nord de la Universitat de Copenhaguen s'anomenen Institut H.C. Ørsted, en honor seu. Un dormitori anomenat H. C. Ørsted Kollegiet es troba a Odense.
El primer satèl·lit danès, llançat el 1999, va portar el nom d'Ørsted.

### Monuments

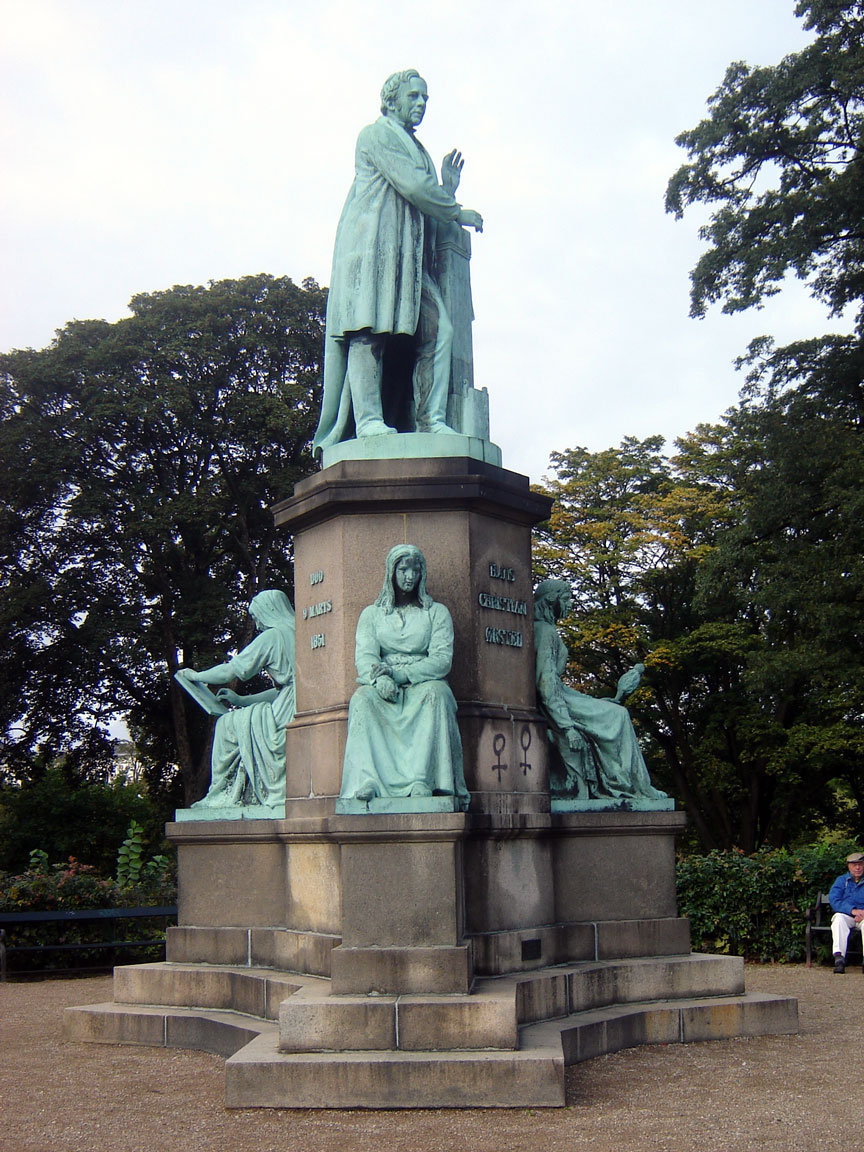
Estàtua de Ørsted a Ørstedsparken, a Copenhaguen.

Una estàtua de Hans Christian Ørsted va ser instal·lada al Parc Ørsted el 1880. Una placa commemorativa es troba sobre la porta de l'edifici a Studiestræde on va viure i treballar.
La imatge d'Ørsted ha aparegut dues vegades en els bitllets danesos; per primera vegada en bitllets de 500 corones emesos el 1875, i per segona vegada en bitllets de 100 corones emesos entre 1962 i 1974.

### Premis i conferències
Dues medalles són atorgades en el nom d'Ørsted: la Medalla H. C. Ørsted per científics danesos, atorgada per la Societat Danesa per a la Disseminació de la Ciència Natural (SNU), fundada per Ørsted, i la Medalla Oersted per contribucions notables en l'ensenyament de la física a Amèrica, atorgada per l'Associació Americana de Mestres de Física.
La Universitat Tècnica de Dinamarca acull la sèrie de conferències H. C. Ørsted per a investigadors destacats i que participen en la seva tasca a tot el món.

## Obres
Ørsted va ser també un poeta publicat. La seva sèrie de poesia Luftskibet ('L'aeronau') es va inspirar en els vols de globus del físic i màgic escènic Étienne-Gaspard Robert.
- Ørsted, H. C.. Luftskibet, et Digt (en danès).  København: Gyldendal, 1836. OCLC 28930872.

El 1850, poc abans de la seva mort, va presentar per a la seva publicació una col·lecció de dos volums d'articles filosòfics en alemany sota el títol Der Geist in der Natur in der Natur ('L'ànima en la natura'). Va ser traduït a l'anglès i publicat en un volum el 1852, l'any després de la seva mort.
- Ørsted, H. C.. Der Geist in der Natur (en alemany).  München: J. G. Cotta, 1850–1851. OCLC 653954.
  - Ørsted, H. C.. The Soul in Nature, with Supplementary Contributions.  Londres: Henry G. Bohn, 1852. OCLC 8719272.

Altres obres:
- Ørsted, H. C. (en danès) Det Skandinaviske Litteraturselskabs Skrifter [København], 2, 1807, pàg. 1–54. OCLC: 872505637.
- Ørsted, H. C.. Videnskaben om Naturens almindelige Love (en danès).  København: Fr. Brummer, 1809. OCLC 488860438.
- Ørsted, H. C.. Ansicht der chemischen Naturgesetze, durch die neuern Entdeckungen gewonnen (en alemany).  Berlín: Realschulbuchhandlung, 1812. OCLC 28640794.
- Ørsted, H. C.. Imod den store Anklager (en danès).  København: Andreas Seidelin, 1814. OCLC 19092207.
- Ørsted, H. C.. «Experiments on the Effect of a Current of Electricity on the Magnetic Needle». A: Thomson. Annals of Philosophy; or, Magazine of Chemistry, Mineralogy, Mechanics, Natural History, Agriculture, and the Arts. XVI.  Londres: Baldwin, Cradock, and Joy, 1820, p. 273–276. OCLC 9529852.
- Ørsted, H. C.. Naturlærens mechaniske Deel (en danès).  København: C. A. Reitzel, 1844. OCLC 22224906.
- Ørsted, H. C.. Der mechanische Theil der Naturlehre (en alemany).  Braunschweig: Friedrich Vieweg und Sohn, 1851. OCLC 9489733.
- Harding. Correspondance de H. C. Örsted avec divers savants.  Copenhaugue: H. Aschehoug & Co., 1920. OCLC 11070734.

Un nombre significatiu de documents de Ørsted es van posar a disposició en anglès per primera vegada en una compilació publicada el 1998:
- Ørsted, H. C.. Jelved. Selected Scientific Works of Hans Christian Ørsted.  Princeton University Press, 1998. ISBN 978-0-69104-334-0. OCLC 36393437.